# Meiken Lassie
Meiken Lassie (名犬ラッシー?, Meiken Rasshī, lett. "Il famoso cane Lassie") è un anime prodotto dalla Nippon Animation nel 1996 in 26 episodi, basato sul romanzo Torna a casa Lassie! di Eric Mowbray Knight e trasmesso per la prima volta dalla Fuji Television a partire dal 15 gennaio 1996. La serie fa parte del progetto World Masterpiece Theater della Nippon Animation, ma è stata realizzata solo ed esclusivamente per il mercato nipponico. Sul noto personaggio di origini inglesi, infatti, vige una restrizione di area e, per questo motivo, non è stato possibile fino ad oggi acquistare il prodotto per il mercato estero.
In Giappone l'anime ebbe un inaspettato insuccesso, che ne decretò l'interruzione dopo soli 26 episodi e la sua sostituzione, nello stesso anno, da Dolce piccola Remi, serie destinata ad un identico insuccesso di pubblico, che causò di fatto la chiusura del progetto World Masterpiece Theater, il quale venne ripreso solamente nel 2007 con Il cuore di Cosette.
La serie adotta le sigle Owaranai Monogatari (lett. "Una storia senza fine") e Shounen no Oka (lett. "La collina del ragazzo") cantate da Jun Morioka.

## Trama
John è un bambino allegro e di buon carattere che vive in un villaggio inglese nei pressi di una miniera di carbone. Un giorno, il ragazzo trova un piccolo cane che si era perduto e decide di portarlo a casa e tenerlo con sé, dandogli il nome di Lassie. Tra John e il cane nasce una grande e fraterna amicizia, Lassie è un bel cane molto intelligente e tutti gli abitanti del villaggio imparano ad amarlo e a rispettarlo.
I giorni sereni sono destinati a finire: il proprietario della miniera di carbone decide di chiudere l'azienda perché ormai la miniera è esaurita e John si reca dal proprietario per tentare di convincerlo ad effettuare altri sopralluoghi e salvare la miniera e l'intera economia del villaggio. L'uomo accetta, ma in cambio chiede al ragazzo il suo cane, per farne dono alla nipote Priscilla che abita in Scozia e John è costretto suo malgrado ad accettare.
Passa il tempo, ma Lassie non è felice nella sua nuova casa. Priscilla, che è diventata la nuova proprietaria del cane, non sopporta l'idea di tenere l'animale rinchiuso in una gabbia per non farlo scappare e un giorno decide di liberarlo. Lassie comincia quindi un lungo e difficile viaggio dalla Scozia al suo vecchio villaggio per ritornare il più presto possibile da John, suo amico e fratello.

## Personaggi
Lassie (ラッシー?, Rasshī)
Doppiata da: Takumi Yamazaki
È uno splendido esemplare di Rough Collie, molto intelligente e robusta. Viene trovata da John quando è ancora un cucciolo e grazie alle sue cure cresce sana e forte. Lassie vuole molto bene a John e ai suoi amici e va sempre ad aspettarlo all'uscita della scuola alle tre del pomeriggio.
John Carraclough (ジョン キャラクロー?, Jon Kyarakurō)
Doppiato da: Narumi Hidaka
Un bambino scaltro e generoso che ha più voglia di giocare che di studiare. Come suo padre è molto responsabile, anche se ogni tanto combina qualche marachella.
Colin Jones (コリン?, Korin)
Doppiato da: Mayumi Tanaka
È il migliore amico di John, un bambino timido e studioso a cui piace molto leggere e non è molto bravo nei giochi all'aperto.
Sandy (サンディ?, Sandi)
Doppiata da: Hazuru Matsukura
È un'amica di John e Colin, sempre allegra e vivace. Suo nonno ha un gregge di pecore che gestisce con Billy, il fratello maggiore di Sandy, e il cane pastore Bingo.
Priscilla (プリシラ?, Purishira)
Doppiata da: Mariko Kōda
È la nipote del duca di Rudling, una ragazzina bionda della stessa età di John e dei suoi amici. È spigliata e un po' viziata, ma al contrario di suo nonno è molto generosa e altruista.

## Episodi
| Nº | Titolo italiano (traduzione letterale) Giapponese 「Kanji」 - Rōmaji | In onda          | In onda |
| Nº | Titolo italiano (traduzione letterale) Giapponese 「Kanji」 - Rōmaji | Giapponese       |         |
| 1  | Non sono solo 「ひとりじゃない」 - Hitori ja nai | 14 gennaio 1996  |         |
| 1  | John dopo la scuola aiuta il suo amico Colin nel lavoro di consegne dei suoi genitori, ma si imbatte in un cucciolo di cane attorniato da un gregge di pecore. Quando scopre che non ha un padrone lo porta a casa sua e lo mette vicino al fuoco. Per dargli da mangiare, si fa dare un po' di latte dalla sua amica Sandy e un biberon da Colin, e promette a tutti e due che mostrerà loro il cucciolo. |                  |         |
| 2  | Un grande scompiglio 「大さわぎの留守番」 - Dai sawagi no rusuban | 21 gennaio 1996  |         |
| 2  | John deve andare a scuola e lascia il cucciolo da solo a casa, senza immaginare che avrebbe sporcato dappertutto. Melissa, la mamma di John, torna a casa stanca dopo due giorni di duro lavoro ma prima di potersi riposare deve sistemare il disordine causato dal cucciolo. John è deciso a voler trovare il suo padrone perché sarà in pensiero per lei e non si reputa ancora abbastanza responsabile per allevarla. La mattina dopo torna sul luogo dove ha visto per la prima volta il cucciolo; lì trova una barca abbandonata e un collare che porta il nome Lassie. |                  |         |
| 3  | Arrivederci, Lassie 「さよならラッシー」 - Sayonara Rasshī | 28 gennaio 1996  |         |
| 3  | John e Colin risalgono il fiume con la barca e portano Lassie con loro, sperando di trovare la sua mamma e il suo padrone. Quando arrivano a una chiusa, Lassie riconosce una ruota abbandonata che si trova nei paraggi e il custode della chiusa afferma di essere il padrone di Lassie e il proprietario della barca. Il custode tratta Lassie in malo modo e, non vedendo la madre del cucciolo, i due bambini si insospettiscono sul suo conto, così l'uomo racconta loro che Lassie gli è stata affidata da uno straniero che non aveva il tempo di cercarla mentre sostituiva la ruota della sua auto. John si fa promettere dal custode che avrà buona cura di lei, ma quando costui li accompagna a casa affida il cucciolo a John.                                                                                              |                  |         |
| 4  | Lo stipendio di papà 「父さんの給料日」 - Tōsan no kyūryōbi | 4 febbraio 1996  |         |
| 4  | È il giorno di paga per tutti i minatori, che dopo il lavoro festeggiano al mercato o con le loro famiglie. Sam Carraclough però viene chiamato nella miniera a fine giornata, così arriva per ultimo a ricevere lo stipendio e preferisce dare tutto il poco denaro che resta al suo collega che è rimasto con lui fino a tardi. John si arrabbia molto con il padre perché senza stipendio non potrà comprare il regalo per il compleanno della mamma, e credendo che gli sia caduto per strada esce a cercarlo assieme a Lassie. Arrivato al mercato, John smaschera un borseggiatore e Lassie lo cattura, ricevendo come ricompensa proprio la spilla che il papà voleva regalare alla mamma. |                  |         |
| 5  | Sei miglia alla ricerca di cibo 「ごちそう求めて6マイル」 - Gochisō motome te 6 mairu | 11 febbraio 1996 |         |
| 5  | John e Lassie vogliono andare al Lago Dartford per pescare gli ingredienti per la cena del compleanno della mamma, e Sandy li accompagna. Il trio sale sul treno della miniera senza farsi scoprire per un lungo tragitto, poi prosegue sul carro di una signora che però finisce sul punto di cadere in acqua mentre oltrepassa un ponte. John e Lassie corrono a chiamare aiuto e vengono ringraziati dai pescatori della zona, che pescano per loro un grande piatto di aragoste. |                  |         |
| 6  | Attraverso la tempesta 「嵐の中をかけぬけろ」 - Arashi no naka wo kakenukero | 18 febbraio 1996 |         |
| 6  | Un abbassamento della pressione atmosferica causa una forte tempesta che si abbatte su Ponte Greenall. Il papà di John deve aiutare gli operai della miniera a fissare la grande ruota meccanica, mentre la mamma accompagna il dottor Hopper a curare il signor Morton. John scopre che il dottore ha scordato a casa sua la siringa, quindi decide di portargliela insieme a Lassie sfidando la tempesta. Passato il brutto tempo, John e Colin accompagnano Sandy al castello di roccia che hanno trovato sulla collina. |                  |         |
| 7  | Prendete il ladro di sciarpe 「マフラー泥棒を捕まえろ」 - Mafurā dorobō wo tsukamaero | 25 febbraio 1996 |         |
| 7  | Arriva l'inverno e Lassie vede la sua prima neve. John deve andare a scuola e lascia Lassie in casa per non farle prendere freddo. Poco più tardi Lassie esce ugualmente per fare una passeggiata e si ferma a casa di Colin, che non è andato a scuola per un raffreddore, e gli tiene compagnia per un po'. Lassie raggiunge John a scuola e viene incolpata di aver rubato la sciarpa di Spinner, ma prima di venire acchiappata mostra a tutta la classe chi è il vero colpevole. |                  |         |
| 8  | Non ti sopporto, Lassie 「ラッシーなんか大嫌い」 - Rasshī nanka daikirai | 3 marzo 1996     |         |
| 8  | Gli abitanti di Ponte Greenall si complimentano con Lassie per essere sempre puntuale e per avere un manto molto elegante, ma non considerano l'operato di John. Questo lo fa sentire triste al punto di scaricare la sua rabbia su di Lassie. John vorrebbe vedere se Lassie è in grado di cavarsela anche senza di lui e la porta in una miniera abbandonata, ma cadono entrambi in delle buche nel terreno. John capisce di aver sbagliato a comportarsi da egoista e chiede scusa a Lassie, che chiama il suo amico Bingo per ricevere aiuto. |                  |         |
| 9  | La principessa scesa dal cielo 「空から来たおてんばお嬢様」 - Sora kara kita o tenba ojōsama | 10 marzo 1996    |         |
| 9  | Una sera il proprietario della miniera annuncia che farà un'ispezione la mattina seguente e il direttore si preoccupa di mettere in ordine il posto di lavoro. Il giorno dopo il proprietario atterra nei pressi di Ponte Greenall con il suo aereo, che, come John sospettava, è lo stesso che vide il giorno in cui trovò Lassie. John non riesce ad assistere all'atterraggio ma più tardi incontra sotto una siepe la nipote del duca di Rudling, che è venuta assieme a lui per l'ispezione. I due conversano fino a quando la bambina non deve ripartire ma si dimenticano di presentarsi. |                  |         |
| 10 | La nostra prima torta 「はじめてのケーキ作り」 - Hajimete no kēki-tsukuri | 17 marzo 1996    |         |
| 10 | Priscilla vuole sapere con cosa nutrire lo scarabeo che le ha donato John, quindi inventa una scusa per far andare il cuoco Leighton in paese in modo da potersi nascondere nel bagagliaio e andarci anche lei a sua insaputa. Priscilla si fa accompagnare da Colin a casa di John, e assieme a lui e a Sandy impara a preparare una torta. Nel frattempo Colin viene sorpreso da Leighton, che si fa dire dove si trova Priscilla per riportarla a casa. |                  |         |
| 11 | L'ultima disubbidienza di Priscilla 「プリシラ・最後のわがまま」 - Purishira・Saigo no wagamama | 21 aprile 1996   |         |
| 11 | John, Sandy, Colin e Lassie portano a Priscilla una fetta della torta che hanno fatto il giorno prima ma Hynes non li fa entrare nella villa. Il duca di Rudling avvisa sua nipote che per un impegno di famiglia dovrà tornare in Scozia quella sera stessa, così Priscilla approfitta del poco tempo che le rimane per vivere un'avventura con i suoi amici. I bambini vanno fino alla brughiera per mostrare a Priscilla il loro castello roccioso e assistono dalla sua sommità al tramonto del sole, anche se costerà loro una sgridata. |                  |         |
| 12 | Chi ha causato l'incendio 「火事をおこしたのは誰だ」 - Kaji wo okoshita no wa dare da | 28 aprile 1996   |         |
| 12 | John, Sandy e Lassie accolgono al villaggio Rowlie, un venditore di pentole che fa anche spettacoli con il suo cagnolino Toots. Rowlie passa la notte nella piazza del villaggio avendo cura di spegnere il suo fuoco prima di andare a dormire, ciononostante la mattina seguente viene accusato di aver provocato un incendio vicino al forno del signor Rice, e viene pregato di lasciare Ponte Greenall. Colin, che ha visto Rowlie spegnere sia il fuoco che la lampada, spiega al signor Rice che è stato lui a causare l'incendio, quindi corrono tutti all'inseguimento di Rowlie per chiedergli scusa. |                  |         |
| 13 | Sandy ruba le mucche? 「サンディは牛どろぼう?」 - Sandi wa ushi doro bō? | 5 maggio 1996    |         |
| 13 | Muu, la mucca della famiglia di Sandy, non fa più il latte e il padre valuta l'idea di venderla per salvare la famiglia da una spesa inutile. Sandy durante la notte porta di nascosto Muu e il suo vitellino in un campo distante e lo racconta a John e Colin il giorno dopo. Più tardi il padre di Sandy si mette alla ricerca del ladro con gli uomini del villaggio e il tentativo di John e Lassie di portarli fuori strada fallisce. Alla fine Muu torna a fare il latte perché ha mangiato dei fiori speciali nel campo dove l'ha portata Sandy e la famiglia può ancora tenerla con sé. |                  |         |
| 14 | Segui l'uomo sospetto! 「怪しい大男を追跡しろ!」 - Ayashii ōotoko wo tsuiseki shiro! | 12 maggio 1996   |         |
| 14 | Sam Carraclough trova un uomo svenuto in mezzo a un campo e lo porta a casa per curarlo. L'uomo si chiama Ian Cawper, ha una grossa stazza e una grande forza fisica che gli consentono di lavorare bene nella miniera. Due agenti di polizia arrivano a Ponte Greenall per cercare il criminale che ha rapinato la banca di Londra e Ian sembra corrispondere al profilo del loro ricercato. I poliziotti consigliano alla gente del villaggio di non fidarsi di Ian e Sam non gradisce la cosa. In assenza di prove riguardo alla rapina in banca, l'ispettore decide di accusare Ian del furto dell'orologio d'oro del direttore della miniera. |                  |         |
| 15 | Dimostriamo l'innocenza di Ian! 「アイアンの無実をはらせ!」 - Aian no mujitsu wo harase! | 19 maggio 1996   |         |
| 15 | Mentre John è nascosto sotto il letto di Ian sente un uomo entrare e poco dopo trova il bottone di una giacca sulla soglia. Nel pomeriggio Sam va da Ian ad aiutarlo in casa e scova l'orologio d'oro del direttore. I due poliziotti sostengono che sia la prova inconfutabile che è stato Ian a rubarlo e lo ammanettano per portarlo via. Prima che partano però John espone la sua versione dei fatti e dimostra che l'ispettore ha incastrato Ian. Quest'ultimo viene scagionato e i due poliziotti si allontanano dal villaggio. |                  |         |
| 16 | Presto! Salviamo il dottor Hopper 「急げ! ホッパー先生を助けろ」 - Isoge! Hoppā sensei wo tasukero | 2 giugno 1996    |         |
| 16 | Lassie porta la torta che ha fatto Sandy a Melissa, e già che si trova in ambulatorio accoglie l'invito del dottor Curry di rimanere lì a divertire i pazienti più piccoli. Più tardi il dottore va a pescare con Lassie e sulla via del ritorno rimane con una gamba schiacciata da una roccia sul lato del fiume, dopo il crollo del ponticello di legno. Lassie si precipita a chiamare John, che resta a fianco del dottore mentre arrivano gli uomini della miniera a liberarlo dalla roccia. |                  |         |
| 17 | Il matrimonio del maestro Curry 「カリー先生の結婚」 - Karī sensei no kekkon | 9 giugno 1996    |         |
| 17 | Il maestro Robert Curry sta per sposarsi con Mary, la figlia del signor Rice, ma la ragazza ha qualche ripensamento. Mary si confida con Sandy e i suoi amici il giorno prima delle nozze e rivela loro che Robert non le ha mai detto che la ama. Il giorno tanto atteso Mary non si presenta in chiesa e fa sapere a Robert che lo aspetta nel posto in cui si sono conosciuti, cioè a scuola. Una volta lì, il maestro Curry le dichiara finalmente a parole sue i propri sentimenti, osservato di nascosto dai suoi allievi, e subito dopo vengono celebrate le nozze. |                  |         |
| 18 | Che guaio! L'elefante del circo è scappato 「大騒動! サーカスの象が逃げた」 - Dai sōdō! Sākasu no zō ga nige ta | 16 giugno 1996   |         |
| 18 | La compagnia circense Benjamin arriva a Ponte Greenall e presenta il numero dell'elefantessa Rosalinda, che viene frustata esageratamente dal capo del circo. Di notte l'elefante, tenuto a digiuno per non aver eseguito correttamente il suo numero, scappa dalla gabbia e si rifugia nella foresta. Lassie e John la trovano, passano del tempo con lei e la lasciano un momento per andare a prenderle del cibo e una pomata per le sue ferite. Nel frattempo i proprietari del circo che stavano cercando l'elefantessa, la trovano nella miniera a creare scompiglio perché non vuole più obbedire agli ordini del capo. Quando arriva John, Rosalinda si tranquillizza e il capo del circo impara a trattarla con più riguardo. |                  |         |
| 19 | Il primo amore di Colin e il tesoro 「コリンの初恋とたからもの」 - Korin no hatsukoi to ta kara mono | 23 giugno 1996   |         |
| 19 | In una gita scolastica Colin conosce Chris, una ragazza che sta per salpare per l'Australia dove suo padre la sta aspettando. Prima di lasciare l'Inghilterra, Chris vuole trovare un ricordo lasciato da sua madre, che è mancata il mese scorso, nella penisola dove giocava da bambina. Colin s'innamora di Chris e la aiuta nella sua ricerca assieme a Lassie, ma a causa dell'alta marea il sentiero per tornare sulla terraferma viene sommerso. Al tramonto Colin, Chris e Lassie vengono portati in salvo e giunge per loro il momento di salutarsi. |                  |         |
| 20 | È grave! La mamma è svenuta 「大変だ! 母さんが倒れた」 - Taihen da! Kāsan ga taore ta | 30 giugno 1996   |         |
| 20 | Tanto lavoro non fa bene a Melissa Carraclough, che sviene per la stanchezza durante la visita di un paziente. La brava infermiera non vuole saperne di prendere la medicina per la febbre perché il paese è nel bel mezzo di un'epidemia e i medicinali scarseggiano, ma gli abitanti del villaggio che sono guariti grazie a lei e ora le sono debitori la convincono a farsi curare e a rimanere a letto. Nel frattempo John vuole sostituire sua madre prendendosi cura dei pazienti e scopre quant'è benvoluta e quanto faticoso è il suo lavoro. John si prende cura del piccolo Jake Parkins per tutta la notte fino all'arrivo delle medicine, portate dalla città dal signor Rice. |                  |         |
| 21 | Voglio conoscere la nonna 「おばあちゃんに会いたい」 - Obāchan ni ai tai | 7 luglio 1996    |         |
| 21 | Albert, il figlio della signora Forrest, è tornato al villaggio per chiederle di andare a vivere con lui, ma l'anziana signora non vuole neanche accoglierlo in casa per via di un fatto spiacevole avvenuto vent'anni addietro: il defunto marito della signora, George Forrest, aveva comprato con molti sforzi una moneta d'oro da regalare al figlio ma quest'ultimo la prese prima del dovuto e se ne andò di casa. Il figlio di Albert, Roy, è impaziente di conoscere la sua nonna e si reca a Ponte Greenall da solo, poi, con uno stratagemma ideato da John, entra in casa della signora Forrest e trova la possibilità di spiegare quanto suo padre tenesse a quella moneta. La signora Forrest perdona Albert per non averlo ascoltato e abbraccia per la prima volta il suo nipotino Roy.                                    |                  |         |
| 22 | La determinazione di John: salviamo la miniera! 「ジョンの決意・鉱山を救え!」 - Jon no ketsui・Kōzan wo sukue! | 28 luglio 1996   |         |
| 22 | La miniera Clarabella sembra aver esaurito tutto il carbone e il duca di Rudling, proprietario della miniera, ritiene che la scelta più giusta sia quella di chiuderla per non tenere impegnati i minatori in un lavoro non remunerativo. Sam Carraclough, che ritiene ci sia un altro giacimento di carbone più in profondità, vorrebbe avere l'autorizzazione dal duca per continuare la ricerca ma non la ottiene. John capisce la gravità della situazione e va a parlare personalmente con il duca di Rudling, il quale aveva adocchiato la maestosità di Lassie ed era interessato a comprarla. Il duca, per fargli capire il significato della responsabilità di una decisione importante come quella, propone a John di lasciargli il suo cane in cambio dell'autorizzazione della ricerca di altro carbone e il ragazzo accetta. |                  |         |
| 23 | Dacci dentro, John. Proteggi Lassie! 「頑張れジョン・ラッシーを守れ!」 - Ganbare Jon・Rasshī wo mamore! | 4 agosto 1996    |         |
| 23 | Per riavere indietro Lassie, John si rimbocca le maniche e aiuta come può i minatori nell'acquisizione di campioni del terreno, però non parla neanche ai suoi amici del suo accordo con il duca e la lontananza da Lassie lo rattrista sempre più. Un laboratorio analizza i campioni inviati e risponde che non si troveranno altri giacimenti di carbone. Proprio quel giorno il duca di Rudling aveva deciso di tornare a casa sua, in Scozia, e porta Lassie con sé. John è disperato per gli eventi che sono accaduti credendo che non rivedrà mai più la sua Lassie, ma Priscilla decide di liberare la cagna dalla sua gabbia e dall'essere il pegno di un accordo immorale. |                  |         |
| 24 | Luoghi sconosciuti. Alla ricerca di Lassie! 「消息不明・ラッシーを探せ!」 - Shōsoku fumei・Rasshī wo sagase! | 11 agosto 1996   |         |
| 24 | Lassie intraprende un lungo viaggio verso casa, guidata solo dall'istinto, e si imbatte in numerose difficoltà sia naturali che dovute all'uomo. Priscilla intanto pubblica un annuncio sul giornale e riceve numerose segnalazioni di avvistamenti di Lassie, che inoltra a John per posta. Dopo aver subito il fucile di un pastore che la credeva un randagio affamato di pecore, Lassie viene trovata da due anziani signori che vivono soli da quando hanno perso il loro unico figlio in guerra. Dan e sua moglie la curano e si affezionano a lei, al punto da non riuscire quasi più a separarsene, ma dopo qualche giorno capiscono che con loro non sarà felice per sempre e le porgono il dono più nobile: la libertà. |                  |         |
| 25 | Lassie torna a casa 「お帰りラッシー」 - O kaeri Rasshī | 18 agosto 1996   |         |
| 25 | John decide di impegnarsi in miniera tanto quanto Lassie si sta impegnando a tornare a casa. Sandy e Colin vorrebbero aiutarlo in qualche modo e scoprono la presenza di fossili animali che implica che nelle vicinanze ci dev'essere anche il carbone. Dopo altri giorni di scavi i minatori trovano finalmente il carbone e John, che ha partecipato attivamente alla ricerca, si ritiene molto soddisfatto. Il duca di Rudling lo raggiunge dalla Scozia per complimentarsi con lui e per scusarsi di non potergli restituire Lassie, ma il ragazzo viene guidato dall'istinto verso la collina a nord del villaggio dove proprio in quel momento Lassie fa ritorno. Gli amici di John lo raggiungono subito dopo e a seguire tutti gli abitanti del villaggio corrono verso di Lassie per accoglierla a festa.                       |                  |         |
| 26 | Corri verso i tuoi sogni! 「夢に向かって走れ!」 - Yume ni mukatte hashire! | 25 novembre 2002 |         |
| 26 | Lassie è esausta per il suo lungo viaggio ma dopo qualche giorno di riposo si rimette in forma. Un giornalista, inizialmente interessato al salvataggio della miniera del duca di Rudling, scopre che dietro quella storia c'è quella ben più interessante del ritorno di Lassie, e pubblica sul suo giornale una notizia al riguardo, spopolando in tutta la nazione. Nei giorni a seguire arrivano molte lettere indirizzate a Lassie e il giornalista invita John, il suo cane e i suoi amici a una festa organizzata insieme al duca di Rudling in loro onore. Per prepararli al ricevimento, John e Lassie vengono vestiti elegantemente e trattati come adulti, ma loro preferiscono godersi ancora gli anni dell'infanzia e scappano dalla festa assieme a Colin, Sandy e Priscilla per correre e giocare.                         |                  |         |

## Home video
Gli episodi della serie sono stati raccolti in sei DVD, pubblicati dal 25 settembre al 25 novembre 2002.
| Nº | Episodi | Pubblicazione     | Fonte |
| -- | ------- | ----------------- | ----- |
| 1  | 1-5     | 25 settembre 2002 | [ 3 ] |
| 2  | 6-10    | 25 settembre 2002 | [ 4 ] |
| 3  | 11-14   | 25 ottobre 2002   | [ 5 ] |
| 4  | 15-18   | 25 ottobre 2002   | [ 6 ] |
| 5  | 19-22   | 25 novembre 2002  | [ 7 ] |
| 6  | 23-26   | 25 novembre 2002  | [ 8 ] |